# Габриелли, Джузеппе

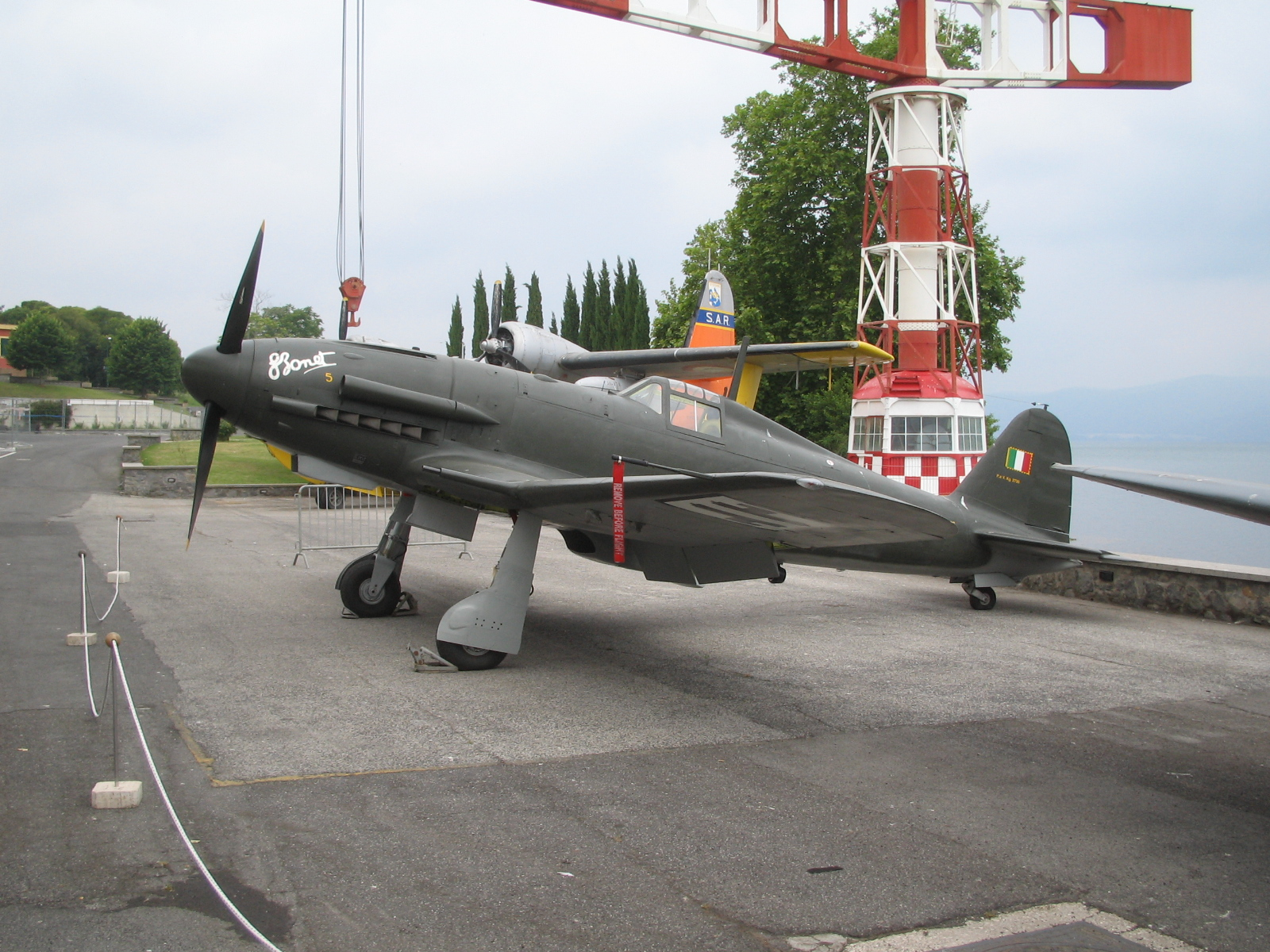
Fiat G.55 Centauro

Джузеппе Габриелли (итал. Giuseppe Gabrielli, 26 февраля 1903, Кальтаниссетта — 29 ноября 1987, Турин) — итальянский авиаконструктор и инженер, наиболее известен разработкой многочисленных военных самолётов в годы Второй мировой войны.

## Биография
Джузеппе Габриелли родился в сицилийском городе Кальтаниссетта. Образование он получил в Политехническом университете Турина и в немецком городе Ахен, где его учителем был знаменитый инженер-физик Теодор фон Карман. Свою работу он начал в компании Piaggio, но затем Джованни Аньелли переманил его в FIAT, где он занялся аэронавтикой.
Габриелле является конструктором 142 самолётов, в названиях которых непременно есть буква из инициалов автора — «G». Среди них одни из лучших итальянских истребителей времён Второй мировой войны Fiat G.50 Freccia и Fiat G.55 Centauro, G.80, один из первых реактивных самолётов Италии, Fiat G.91, выигравший конкурс на лучшие истребители НАТО в 1950-х годах, а также военный транспортный самолёт G.222, на основе которого позже был сконструирован Alenia C-27 Spartan.
Джузеппе Габриелли умер в Турине в 1987 году.